# داني ماكفرلين
داني ماكفرلين (بالإنجليزية: Danny McFarlane) هو عداء سريع جامايكي، ولد في 14 يونيو 1972 في أبرشية سانت ماري ‏ في جامايكا.

## وصلات خارجية
- داني ماكفرلين على موقع الاتحاد الدولي لألعاب القوى (الإنجليزية)
- داني ماكفرلين على موقع الدوري الماسي (الإنجليزية)
- داني ماكفرلين على موقع اللجنة الأولمبية الدولية (الإنجليزية)
- داني ماكفرلين على موقع أوليمبيديا (الإنجليزية)